# Белица (Град Ягодина)
Вижте пояснителната страница за други значения на Белица.
Белица е село на река Белица, в региона Белица на Поморавието.
Намира се в община Град Ягодина, Поморавски окръг, на 15 km западно от Ягодина на стария път за Крагуевац, столицата на Шумадия. Има население от 342 жители (по преброяване от септември 2011 г.).

## Забележителности
В близост до селото се намира историческият Иринин град.